# Mountainbike-Marathon-Weltmeisterschaften 2003
Die Mountainbike-Marathon-Weltmeisterschaften 2003 fanden am 31. August in Lugano in der Schweiz statt. Bei der erstmaligen Austragung eines Weltmeisterschaftsrennen im Mountainbike-Marathon wurde dieses noch innerhalb der Mountainbike-Weltmeisterschaften 2003 durchgeführt, die vom 31. August bis 7. September 2003 in Lugano stattfand.

## Männer
| Platz | Land | Athlet              | Zeit           |
| ----- | ---- | ------------------- | -------------- |
| 1     | SUI  | Thomas Frischknecht | 3:48:01,9 Std. |
| 2     | NED  | Bart Brentjens      | + 0:01,4 min   |
| 3     | GER  | Carsten Bresser     | + 3:59,4 min   |
| 4     | NED  | Bas Peters          | + 4:00,4 min   |
| 5     | ITA  | Mauro Bettin        | + 4:31,6 min   |
| 6     | ITA  | Marzio Deho         | + 4:31,9 min   |
| 7     | ITA  | Massimo de Bertolis | + 4:32,8 min   |
| 8     | FRA  | Frédérique Frech    | + 5:20,9 min   |

Datum: 31. August 2003

Länge: 78 km
Insgesamt konnten sich 68 Fahrer klassieren. Bester Österreicher wurde Martin Kraler auf Rang 13 mit 8:35,6 Minuten Rückstand. Der letztklassierte Maurizio Rosaspini aus Italien kam mit über 5:15 Stunden Rückstand ins Ziel.

## Frauen
| Platz | Land | Athletin           | Zeit           |
| ----- | ---- | ------------------ | -------------- |
| 1     | POL  | Maja Włoszczowska  | 4:32:06,7 Std. |
| 2     | POL  | Magdalena Sadłecka | + 4:50,4 min   |
| 3     | GER  | Sandra Klose       | + 9:20,5 min   |
| 4     | GER  | Birgit Jüngst      | + 10:37,6 min  |
| 5     | SUI  | Petra Henzi        | + 14:18,3 min  |
| 6     | ITA  | Alexandra Hober    | + 14:18,9 min  |
| 7     | GER  | Regina Marunde     | + 22:29,7 min  |
| 8     | BRA  | Jacqueline Mourao  | + 22:33,7 min  |

Datum: 31. August 2003

Länge: 78 km
Insgesamt konnten sich 70 Fahrerinnen klassieren. Beste Österreicherin wurde Martina Deubler auf Rang 28 mit 49:18,1 Minuten Rückstand.